# Ilie Floașiu

Acțiune emisă de societatea pe acțiuni "Ilie Floașiu" din Sibiu (aprox 1938). Gravate sunt portretele lui Ilie și a soției Paraschiva cât și semnăturile lor. În centru jos, este gravată casa cu magazinul deținut de Floașiu pe strada "Papiu Ilarian" din Sibiu

Ilie Floașiu a fost un întreprinzător și un negustor român din secolul XIX - XX. Cu banii obținuți în urma căsătoriei, Floașiu a deschis un negoț în Miercurea Sibiului unde a început să vândă stofe și alimente cumpărate en-gros de la Sibiu. 